# ليم روك (كونيتيكت)
ليم روك (بالإنجليزية: Lime Rock, Connecticut)‏ هي منطقة سكنية تقع في الولايات المتحدة في كونيتيكت.